# مطالعات هایدگر
مطالعات هایدگر (انگلیسی: Heidegger Studies) یک نشریه سالانه است که به ترویج درک اندیشه مارتین هایدگر یکی از معروفترین فیلسوفان قرن بیستم، از طریق تفسیر نوشته‌های او اختصاص دارد. مطالعات هایدگر، انجمنی را برای تفسیر کامل از کل آثار هایدگر (از جمله آثار منتشر شده در زمان حیات او) فراهم می‌کند که توسط مؤسسه انتشارات کتاب گزامتاوسگابه، دانکر و هامبلوت منتشر شده است. مطالعات هایدگر مقالاتی را به زبان انگلیسی، آلمانی و فرانسوی منتشر می‌کند.
سردبیران مجله پرویز عماد، فردریش ویلهلم فون هرمان، پاسکال دیوید، پائولا-لودوویکا کوریاندو و اینگبورگ شوسلر هستند. همه شماره‌ها به صورت آنلاین در مرکز اسناد فلسفه در دسترس هستند.